# Bunium paucifolium
Bunium paucifolium är en flockblommig växtart som beskrevs av Dc. Bunium paucifolium ingår i släktet jordkastanjer, och familjen flockblommiga växter.

## Underarter
Arten delas in i följande underarter:
- B. p. brevipes
- B. p. junceum
- B. p. paucifolium